# Trumieje
Trumieje (deutsch Groß Tromnau) ist ein Dorf in der Landgemeinde Gardeja (Garnsee) im  Powiat Kwidzyński  (Kreis Marienwerder) in der polnischen Woiwodschaft Pommern.

## Geographische Lage
Das Dorf liegt im historischen Westpreußen, etwa 18 Kilometer südöstlich von Marienwerder (Kwidzyn).

## Geschichte

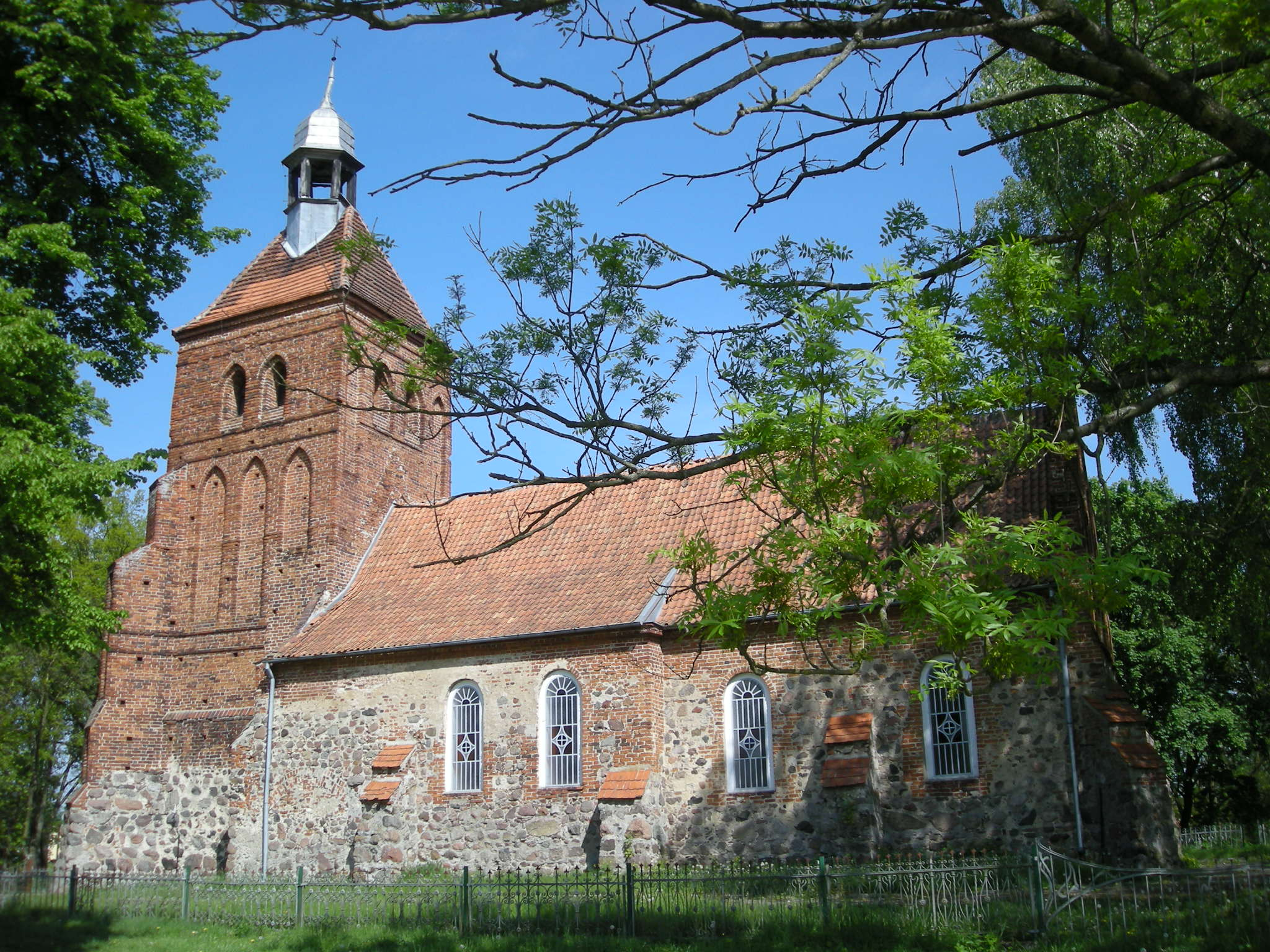
Dorfkirche aus dem 14. Jh., 1366 Streitobjekt zwischen dem Bistum Pomesanien und dem Deutschen Orden, 1554 bis 1945 evangelisch, 2. Hälfte 19. Jh. Stabilisierung des Turms

Die Anfänge der Kirche der Ortschaft gehen auf das  Jahr 1330 zurück.
Im Jahr 1789 wird Groß Tromnau als ein adliges Vorwerk und Dorf mit einer lutherischen Kirche bezeichnet, das 18 Feuerstellen (Haushaltungen) aufweist und an einem Flüsschen ohne Namen liegt. Das Rittergut Groß Tromnau verfügte im Jahr 1871 über 1.020 Hektar Ackerland.
Aufgrund der Bestimmungen des Versailler Vertrags stimmte die Bevölkerung im Abstimmungsgebiet Marienwerder, zu dem Groß Tromnau gehörte, am 11. Juli 1920 über die weitere staatliche Zugehörigkeit zu Ostpreußen (und damit zu Deutschland) oder den Anschluss an Polen ab. In Groß Tromnau stimmten 144 Einwohner für den Verbleib bei Ostpreußen, auf Polen entfielen keine Stimmen.
Im Jahr 1945 gehörte der Gutsbezirk Groß Tromnau  zur Landgemeinde  Klötzen im Landkreis Marienwerder im Reichsgau Danzig-Westpreußen des Deutschen Reichs.
Gegen Ende des Zweiten Weltkriegs wurde die Region Anfang 1945 nach Kämpfen mit der Wehrmacht von der Roten Armee besetzt. Im Sommer 1945 wurde Klötzen mit Groß Tromnau von der sowjetischen Besatzungsmacht gemäß dem Potsdamer Abkommen zusammen mit der südlichen Hälfte Ostpreußens unter polnische Verwaltung gestellt. Soweit die Einwohner nicht geflohen waren, wurden sie in der darauf folgenden Zeit aus Klötzen und Groß Tromnau vertrieben.

### Demographie
| Jahr | Einwohner | Anmerkungen                                |
| ---- | --------- | ------------------------------------------ |
| 1816 | 122       | [ 5 ]                                      |
| 1864 | 213       | davon 204 Evangelische und neun Katholiken |
| 1871 | 360       | [ 3 ]                                      |
| 1905 | 218       | [ 7 ]                                      |